# Busot
Busot (en castillan et en valencien) est une commune de la province d'Alicante, dans la Communauté valencienne, en Espagne. Elle est située dans la comarque de l'Alacantí et dans la zone à prédominance linguistique valencienne.

## Géographie

Localisation de Busot
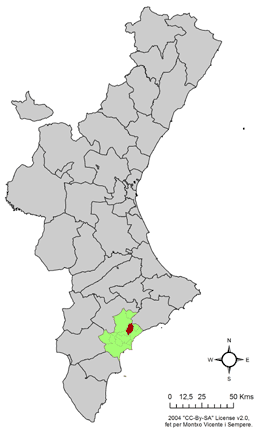
dans la Communauté valencienne.
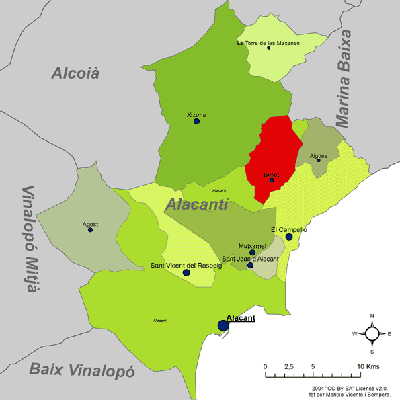
dans la comarque de l'Alacantí.

## Patrimoine

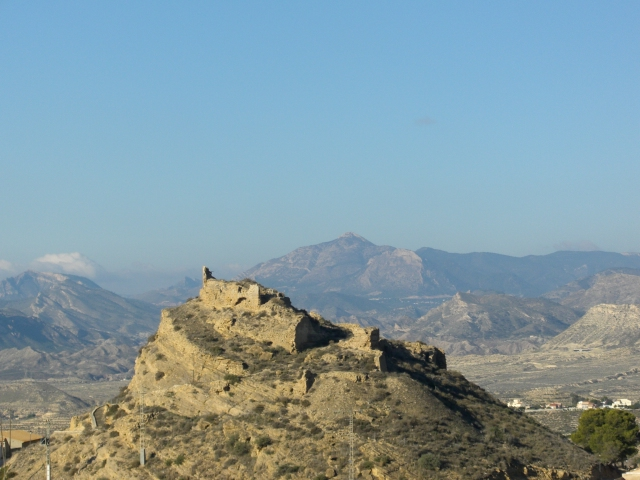
Château de Busot.

- Château de Busot
- Cuevas de Canalobre